# Infodio
Infodio es un medio de comunicación independiente fundado en 2013 por el periodista y activista venezolano Alek Boyd. Se especializa en investigaciones relacionadas con la corrupción, el fraude financiero y los abusos de poder, con un enfoque en los casos que involucran a actores públicos y privados en Venezuela. Infodio se ha posicionado como una plataforma crítica y controversial,

## Historia y misión
El nombre "Infodio" proviene del latín in (en, dentro) y fodio (excavar, desenterrar), reflejando la esencia del medio: una búsqueda profunda de la verdad enterrada. Originalmente concebido como un sitio personal, Infodio evolucionó hacia un espacio de denuncia periodística comprometido con el muckraking, entendido como la práctica de destapar escándalos con rigor investigativo.
Infodio publica principalmente en inglés, lo que le permite alcanzar una audiencia global. Su propósito es visibilizar casos de corrupción y promover la rendición de cuentas, tanto dentro como fuera del país.
El medio fue creado por el periodista y activista venezolano Alek Boyd, quien trabajó por el medio reconocido El País en 2013 y 2014. Sus artículos trataron principalmente de la situación política de Venezuela y del régimen chavista.  También trabajo por los medios ABC y Tax Justice Network.

## Temáticas principales
Infodio aborda temas relacionados con:
- Corrupción gubernamental: Investiga casos que implican a altos funcionarios del gobierno venezolano, exponiendo esquemas de corrupción dentro del aparato estatal.
- Empresas estatales: Enfoca su análisis en empresas clave como PDVSA (Petróleos de Venezuela), señalada como epicentro de múltiples escándalos financieros.
- Fraude financiero y lavado de dinero: Publica investigaciones que revelan complejas redes de operaciones ilícitas tanto en Venezuela como en el extranjero.
- Impacto humanitario: Examina cómo la corrupción afecta directamente la vida de los ciudadanos venezolanos, particularmente en áreas como la salud, la educación y los servicios públicos.

Por consecuencia, los artículos de investigación de Infodio han descubierto los perfiles de varias personalidades implicadas en la violación de sanciones dirigidas contra Venezuela. Es el caso de Antonio González Morales, conocido por sus estrechos vínculos con el gobierno venezolano de Nicolás Maduro y su participación en diversos proyectos de infraestructura y distribución de alimentos subvencionados.
Antonio González Morales ha sido relacionado por Infodio con una red venezolana de intercambio de petróleo por alimentos (Oil-for-Food), que presuntamente busca evadir sanciones internacionales. 
Investigaciones revelaron que Antonio Gonzalez Morales estuvo detrás de la desaparición de 330 millones de dólares de Orlen. En 2023, la petrolera polaca acordó comprar crudo venezolano a PDVSA, pero nunca recibió el petróleo ni recuperó su dinero. Gonzalez Morales utilizó su empresa en Dubái, Hannon International Middle East DMCC para desviar los fondos.
Además, fue divulgado su involucramiento en una red inmobiliaria cuyos protagonistas, entre ellos Armando Capriles, son señalados por sus prácticas ilegales.

## Impacto
Las investigaciones de Infodio han generado interés a nivel internacional, siendo citadas por medios de comunicación y activistas anticorrupción. Algunas de sus publicaciones han servido como base para investigaciones más amplias sobre redes de corrupción transnacional. 
En octubre de 2013, Alek Boyd publicó una investigación en Infodio sobre las prácticas corruptas de Alex Saab. Posteriormente, en julio de 2019, el Departamento de Justicia de los Estados Unidos presentó cargos criminales contra Saab por lavado de dinero. Saab fue arrestado en junio de 2020 en Cabo Verde y extraditado a Estados Unidos en octubre de 2021.

## Controversias y desafíos

#### Censura y ataques legales
Debido a sus publicaciones, Infodio ha enfrentado intentos de censura, demandas legales y campañas de desprestigio, principalmente impulsadas por figuras y entidades involucradas en sus investigaciones.
En enero de 2014, Boyd publicó detalles sobre una demanda presentada por un exembajador de EE. UU. contra los socios de Derwick Associates, una empresa venezolana acusada de sobornar a funcionarios para obtener contratos en el sector energético. Tras esta publicación, su sitio fue bloqueado en Venezuela, evidenciando la censura en línea en el país. A pesar de amenazas constantes, Boyd continúa difundiendo información sobre la corrupción desde 2002, recibiendo apoyo de otros investigadores que prefieren mantenerse en el anonimato por temor a represalias.

#### Seguridad del fundador
En noviembre de 2014, el apartamento de Alek en Londres (Reino Unido) fue allanado, se robaron sus computadoras portátiles y sus hijos fueron amenazados por agentes del régimen venezolano. Esta fue la primera vez que un investigador venezolano y su familia fueron objetivo de una operación de vigilancia internacional extendida y una campaña de difamación.
También fue blanco de una campaña en redes sociales que lo describió como narcotraficante, extorsionista, ladrón de autos y pedófilo.